# 백운정 (경북)
백운정(白雲亭)은 경상북도 안동시 임하면에 있는 건축물이다. 1986년 12월 11일 경상북도의 문화재자료 제175호로 지정되었다.

## 개요
선조 1년(1568)에 귀봉 김수일(1528∼1583)이 지은 정자이다.
김수일은 과거에 합격하였으나 벼슬길에 나가지 않고, 고향에 남아 자연과 더불어 학문 연구와 후진양성에 힘썼다.
정자는 앞면 3칸·옆면 2칸 규모로 지붕은 옆면에서 볼 때 여덟 팔(八)자 모양인 팔작지붕으로 꾸몄다.
현판은 허목이 썼는데, 분실의 우려가 있어 별도로 보관하기 때문에 현재는 아무것도 걸려있지 않다.

## 참고 문헌
- 백운정 - 국가유산청 국가유산포털